# Фотоплёнка
Фотоплёнка — фотоматериал на гибкой полимерной подложке, предназначенный для различных видов фотографии. Представляет собой прозрачную основу с нанесённой на неё светочувствительной фотоэмульсией. В результате экспонирования в эмульсии формируется скрытое изображение, которое при дальнейшей химической обработке преобразуется в видимое.
В результате химической обработки фотоплёнки в ней может образовываться негативное или позитивное изображение. В первом случае фотоплёнка служит в качестве промежуточного носителя, с которого ведётся фотопечать позитивов на фотобумаге, позитивной фотоплёнке или диапозитивных фотопластинках. Кроме того, с плёночного негатива может быть получен цифровой файл изображения после сканирования фильм-сканером.

## Историческая справка
Ранние фотографические процессы, такие как дагеротипия и калотипия, не предусматривали использования фотоплёнки: дагеротипы снимались на медную пластинку, а калотипы изготавливались на «солёной бумаге», пропитанной галогенидами серебра. Появившийся в середине XIX века мокрый коллодионный процесс был основан на фотопластинках, изготовленных на стеклянной подложке. Несмотря на хрупкость и громоздкость, фотопластинки лучше других носителей подходили для фотографии, благодаря химической инертности и стабильности размеров и формы стекла. После появления первых фотоплёнок фотопластинки ещё несколько десятилетий не выходили из употребления, а в некоторых отраслях науки, таких как астрофотография и регистрация заряженных частиц, использовались вплоть до 2000 годов.
Первый гибкий рулонный фотоматериал и фотоаппарат для него были созданы в 1875 году польским инженером Леоном Варнерке . Сухая коллодионная эмульсия наносилась на бумажную основу, удерживаясь на ней с помощью гуммиарабика, а после проявления переносилась на стекло. В 1882 году на Всероссийской выставке в Москве фотограф-изобретатель из Ростова-на-Дону Иван Болдырев предложил в качестве замены хрупким стеклянным фотопластинкам «смоловидную ленту». Представленные образцы одобрили некоторые российские учёные, о них писали газеты, но Болдырев не имел средств наладить промышленное производство такой подложки. Сведений о том, каким образом автору изобретения удалось устранить неизбежное скручивание гибкой основы после полива и сушки эмульсии, какова была её долговечность и, главное, химический состав и технология изготовления, не упоминается ни в одном из доступных источников. Коммерчески успешной стала технология, изобретённая в 1885 году Джорджем Истменом, который использовал новейшую сухую желатиносеребряную эмульсию на аналогичной бумажной подложке с последующим переносом на стекло.
Первая прозрачная гибкая основа для фотоплёнки была создана в 1889 году, и изготавливалась она из целлулоида, известного до этого уже более 20 лет. Препятствием для использования целлулоида в качестве подложки было её неизбежное скручивание из-за усадки эмульсии после лабораторной обработки. Проблему удалось устранить благодаря изобретению Ганнибалом Гудвином желатинового противоскручивающего контрслоя в 1887 году. Появление гибкой фотоплёнки тесно связано с изобретением кинематографа: первая 35-мм киноплёнка для «кинетографа» была изготовлена Эдисоном разрезанием рулона 70-мм фотоплёнки вдоль. Фотоплёнка долго считалась принадлежностью любительской фотографии из-за необходимости выравнивания в кадровом окне. Кроме склонности к скручиванию, для первых фотоплёнок была характерна более быстрая потеря светочувствительности, чем у фотопластинок. Преимущества нового носителя начали проявляться одновременно с уменьшением форматов камер в конце 1920-х годов, когда появилась малоформатная и среднеформатная аппаратура профессионального класса. По сравнению с пластиночными камерами, такие фотоаппараты позволяли носить с собой значительно больший запас фотоматериала, нечувствительного к ударам и более удобного: быстрота перемотки фотоплёнки не шла ни в какое сравнение с длительностью замены фотопластинки при репортажной съёмке.
Как и фотопластинки, чувствительные только к сине-фиолетовому излучению, первые фотоплёнки не подвергались спектральной сенсибилизации или были ортохроматическими. Панхроматические эмульсии с равномерной чувствительностью ко всему видимому спектру на фотоплёнках стали доступны только после открытия красного сенсибилизатора пиацианола Бенно Гомолкой в 1905 году. Выпуск первых панхроматических фотопластинок налажен Фредериком Рэттеном и Генри Уэйнрайтом только в 1906 году, однако распространение они получили позже из-за высокой стоимости. Возможность обработки несенсибилизированных эмульсий при неактиничном освещении считалась более важной, чем правильная передача тона окрашенных объектов. Начало выпуска фотоплёнок в СССР совпало с вводом в строй первых фабрик киноплёнки — № 5 в Переславле-Залесском и № 3 в Шостке. Производство фотоматериалов в те годы было тесно увязано с оборонными отраслями промышленности, поскольку коллоксилин, используемый для синтеза нитратной подложки, одновременно был сырьём для взрывчатки.
Самый ранний способ цветной фотографии, основанный на автохромном процессе, предполагал использование жёсткой подложки фотопластинок. Тем не менее, первые попытки создания цветных фотоплёнок также основаны на растровых технологиях, впервые реализованных в 1928 году компанией Eastman Kodak. Цветоделение происходило при помощи лентикулярного растра, изготовленного на стороне основы, обращённой к объективу с встроенными цветными светофильтрами. Однако необходимость специального оптического устройства для просмотра цветного изображения и невозможность его тиражирования ограничивали область применения лентикулярных плёнок.
Первая многослойная цветная фотоплёнка Kodachrome с диффундирующими цветообразующими компонентами появилась на американском рынке в 1935 году, дожив до 2010 года почти без изменений. Технология съёмки на такую плёнку ничем не отличается от съёмки на чёрно-белую, а цветной позитив виден невооружённым глазом.
Однако наиболее распространёнными стали хромогенные цветные фотоплёнки с синтезом красителей из недиффундирующих компонент, находящихся в эмульсии. Это значительно упрощало лабораторную обработку. Впервые этот способ цветной фотографии реализован в 1936 году немецкой компанией Agfa на основе патентов Рудольфа Фишера. Все первые цветные плёнки были обращаемыми, давая позитивное изображение непосредственно в эмульсиях, на которые производилась съёмка. Новый цветной фотоматериал сразу стал популярным в издательской деятельности и среди фотолюбителей. Дальнейшее развитие пошло по пути внедрения негативно-позитивного процесса в цветную фотографию. В 1939 году появилась первая негативная многослойная фотоплёнка Agfacolor, а через два года — её американский аналог Kodacolor. В 1947 году начат выпуск советских многослойных негативных фотоматериалов типа Sovcolor на основе немецких технологий, полученных в счёт репараций после войны.
Постепенно фотоплёнка почти полностью вытеснила фотопластинки, в том числе из крупноформатной фотографии. Подавляющую часть рынка с большим размером кадра заняла листовая фотоплёнка тех же форматов. К концу 1990-х годов более 90 % фотографий, за исключением снимков одноступенного процесса, выполнялись на фотоплёнке. Ситуация начала меняться с начала 2000-х годов, когда стали появляться доступные для широкого круга потребителей цифровые фотоаппараты. Отсутствие накладных расходов на дорогостоящие фотоматериалы и скорость получения готового изображения быстро сделали цифровую фотографию более конкурентоспособной, а к середине десятилетия доминирующей на рынке. В 2006 году большинство производителей отказались от выпуска фотоаппаратов, рассчитанных на фотоплёнку, которая по-прежнему доступна в продаже, но всё более дорогостояща.

## Строение фотоплёнки
Фотоплёнка состоит из одного или нескольких эмульсионных слоёв, нанесённых на подложку. В современных чёрно-белых или монохромных фотоплёнках используется один эмульсионный слой, чаще всего состоящий из двух полуслоёв с различной светочувствительностью. Такое строение позволяет получать большую фотографическую широту при малой зернистости: яркие участки изображения фиксируются мелкозернистым низкочувствительным полуслоем, а тени — более высокочувствительным. Цветные фотоплёнки имеют более сложное строение. Они состоят из трёх эмульсионных слоёв с разной спектральной чувствительностью. Верхний несенсибилизированный слой чувствителен к синему свету, средний — к сине-зелёному, а нижний — к синему и красному излучениям. Расположенный под верхним синечувствительным слоем жёлтый фильтровый подслой задерживает синий свет, не пропуская его к нижним слоям, и обесцвечивается при лабораторной обработке.
В современных цветных негативных плёнках каждый зонально-чувствительный эмульсионный слой так же, как и в чёрно-белых, состоит из двух или, чаще — трёх полуслоёв для увеличения фотографической широты. Между эмульсионными слоями, чувствительными к разным участкам спектра, находятся промежуточные слои, изолирующие от взаимного проникновения красителей во время лабораторной обработки, предотвращая ошибки цветоделения. В процессе проявления чёрно-белых фотоплёнок на экспонированных участках серебро восстанавливается из галогенида до металлической формы, образуя видимое изображения. Неэкспонированный галогенид удаляется из эмульсии в процессе фиксирования. В цветных фотоплёнках восстановление серебра сопровождается синтезом красителей, образующих цветное изображение. Для получения изображения, состоящего из одних красителей, серебро растворяется с помощью отбеливания.
Кроме эмульсионных слоёв современные фотоплёнки снабжаются дополнительными, несущими вспомогательные функции. Непосредственно на основу наносится желатиновый подслой толщиной около 1 микрометра, который служит для надёжного сцепления эмульсионных слоёв с подложкой. На негативных плёнках его иногда окрашивают, используя в качестве противоореольного.
Противоскручивающий слой или контрслой наносится на обратную сторону подложки и состоит из желатина. Препятствует скручиванию плёнки при сушке. Может быть окрашен, и тем самым выполнять одновременно роль противоореольного слоя, предотвращающего образование ореолов вокруг ярких бликов из-за отражения света от обратной стороны подложки.
В современных фотоплёнках в противоореольный слой добавляется коллоидное серебро, которое обесцвечивается в процессе лабораторной обработки.
Дополнительно противоореольную функцию может исполнять окрашенная подложка негативной плёнки и дополнительный мелкозернистый низкочувствительный слой, наносимый под основным высокочувствительным в чёрно-белой фотоэмульсии.

### Материал подложки
В качестве материала подложки первых фотоплёнок XIX — начала XX века использовалась нитроцеллюлоза. Этот материал обладает отличной гибкостью и износоустойчивостью, но легко воспламеним, а его хранение требует тщательного соблюдения противопожарной безопасности. В 1925 году компания Eastman Kodak начала выпуск фотоплёнки на негорючей подложке из ацетата целлюлозы. В 1938 году Kodak полностью прекратил выпуск нитратной 35-мм фотоплёнки, а через год диацетатная подложка стала единственным носителем и для листовых фотоплёнок. В 1948 году анонсирована первая подложка из триацетата целлюлозы, практически не уступающая по прочности нитратной, и безопасная. Через два года на этот материал перевели весь среднеформатный «рольфильм», в том числе его типы 616, 620, 828. До середины 1980-х годов на иностранных фотоплёнках встречалась маркировка Safety Film, обозначающая пожаробезопасную ацетатную подложку.
Новейшие полиэфирные материалы, главным образом, полиэтилентерефталат целлюлозы, в отличие от предыдущих, практически не подвержены усадке и обладают очень высокой прочностью и эластичностью. В некоторых отраслях фотографии, где важна геометрическая точность воспроизведения объектов съёмки, триацетат был заменён новым материалом. Это коснулось фотоплёнок специального назначения, в том числе фототехнических и аэрофотоплёнок. Однако, подложка большинства современных цветных и чёрно-белых негативных и обращаемых фотоплёнок до сих пор изготавливается из триацетата целлюлозы. В чёрно-белых негативных плёнках она обычно окрашивается в массе в серо-голубой цвет для уменьшения ореолов отражения.

## Хранение фотоплёнок
Неэкспонированные фотоплёнки должны храниться в сухом месте при температуре не выше +15 °C. При более высоких температурах старение фотоэмульсии происходит быстрее гарантированного производителем срока. Деградация фотографических свойств выражается прежде всего в снижении светочувствительности и возрастании уровня вуали. Превышение срока хранения, указанного на упаковке, даже при соблюдении температуры и влажности, приводит к постепенному ухудшению свойств вплоть до полной непригодности к использованию. Экспонированные фотоплёнки должны храниться в таких же условиях, если лабораторная обработка не производится сразу. Длительное хранение, даже с соблюдением условий, приводит к деградации скрытого изображения, снижению контраста и росту вуали. В цветных плёнках возможен разбаланс светочувствительных слоёв по контрасту, приводящий к искажениям цветопередачи. Вместе с тем, известны случаи находок экспонированных фотоплёнок, хранившихся несколько десятилетий, и после подбора режима проявления дававших удовлетворительное изображение. Хранение фотоплёнки недопустимо в среде агрессивных газов, таких как аммиак и сероводород.
Кроме соблюдения влажности и температуры все фотоматериалы требуют защиты от света. Даже кратковременная засветка приводит в полную негодность как неэкспонированную, так и экспонированную фотоплёнку. У плёнки в туго смотанном рулоне засвечиваются только несколько наружных витков и края у перфорации. В этом случае, большая часть отснятых кадров может остаться неповреждённой, но свежая плёнка после засветки в любом случае считается непригодной. Кроме видимого света фотоматериалы необходимо предохранять от проникающих излучений: рентгеновского, гамма- и космических лучей, лежащих в области естественной светочувствительности любых фотоматериалов. Определённую опасность для фотоплёнки представляют интроскопы систем контроля доступа. Несмотря на то, что мощность и длина волны используемого в них излучения подбираются неопасными, известны случаи засветки при прохождении контроля багажа. Для предохранения от потери фотоматериала выпускаются специальные освинцованные конверты, непроницаемые для слабого излучения.

## Разновидности фотоплёнок
Все существующие фотоплёнки делятся по способности к воспроизведению цвета объектов съёмки на две большие группы: чёрно-белые и цветные. Чёрно-белые фотоплёнки дают монохромное изображение, состоящее из металлического серебра.
Относящиеся к этой же группе монохромные плёнки отличаются от классических чёрно-белых тем, что изображение в них состоит не из серебра, а из красителя, как в цветных. Это даёт возможность их машинной обработки по цветному негативному процессу, распространённому в большинстве фильм-процессоров. Цветные фотоплёнки пригодны для воспроизведения цвета, в который окрашены снимаемые предметы. При этом используется субтрактивный синтез тремя эмульсионными слоями, в которых при проявлении синтезируются соответствующие красители. К цветным также относятся спектрозональные фотоплёнки, воспроизводящие свет разных длин волн условными цветами.
Как чёрно-белые, так и цветные фотоплёнки в свою очередь бывают трёх типов: негативные, обращаемые и позитивные. Негативные фотоплёнки при обработке по стандартному процессу позволяют получать негативное изображение, в котором распределение оптической плотности обратно яркостям объекта съёмки. При рассматривании негатива в проходящем свете тени выглядят на изображении светлыми, а света́ — тёмными. На цветном негативе, кроме обратного распределения яркости, цвета изображения дополнительны к цветам объекта съёмки. Например, голубое небо выглядит на негативе красным, а зелёная растительность — пурпурной. После печати негатива на позитивном фотоматериале происходит повторное обращение изображения, и полутона и цвета позитива соответствуют объекту съёмки. Негативные фотоматериалы обладают большой фотографической широтой, позволяя исправлять ошибки экспонирования и цветопередачи в процессе фотопечати.
Обращаемые фотоплёнки при обработке по соответствующему процессу дают позитивное изображение (диапозитив или слайд) непосредственно на том фотоматериале, на который производилась съёмка. При точном соблюдении экспозиционного режима и цветовой температуры освещения цветные обращаемые фотоматериалы обеспечивают более высокое качество цветопередачи, чем двухступенчатый негативно-позитивный процесс. Это происходит благодаря однократному цветоделению, вносящему наибольшее количество искажений. В то же время, небольшая фотографическая широта делает такую фотоплёнку чрезвычайно чувствительной к малейшим отклонениям экспозиции и цветовой температуры освещения. Ошибки, допущенные при съёмке на обращаемые плёнки, практически не поддаются исправлению. Дубликат диапозитива, изготовленного на обращаемой плёнке, может быть получен путём его пересъёмки на такой же фотоматериал или печати на обращаемой фотобумаге.
Позитивные фотоплёнки использовались, главным образом при промышленном изготовлении диапозитивов и микрофильмировании. Эти сорта характеризуются низкой светочувствительностью и большими значениями максимальной оптической плотности, а также низким уровнем вуали. В настоящее время вышли из употребления в связи с заменой диапозитивов мультимедийными способами презентации изображений и текста. Фотоплёнки для микрофильмирования продолжают использоваться в гибридной технологии COM (англ. Computer Output Microfilming) хранения данных.

### Светочувствительность и разрешение
Светочувствительность фотоплёнки определяется свойствами фотоэмульсии, различными для разных типов фотоматериала. Наиболее высокой светочувствительностью обладают негативные фотоплёнки, поскольку от этого параметра зависит минимальная выдержка, с которой возможна съёмка. Это имеет принципиальное значение при съёмке быстродвижущихся объектов. В то же время, повышение светочувствительности сопровождается ростом размеров зерна, из которого состоит изображение на фотоплёнках. Крупное зерно снижает разрешающую способность, что особенно критично при небольших размерах кадрового окна фотоаппарата.
Светочувствительность цветных негативных плёнок в целом ниже, чем чёрно-белых, поскольку из-за необходимости соблюдения цветового баланса общая чувствительность определяется нижним эмульсионным слоем, экранированным от света всеми остальными, лежащими выше. Светочувствительность современных негативных и обращаемых цветных фотоплёнок не превышает значения ISO 3200. Самой низкой чувствительностью обладают позитивные фотоплёнки, при экспонировании которых допустимы любые выдержки. При этом, как и все позитивные фотоматериалы, такая фотоплёнка обладает очень большим разрешением. Зернистая структура позитивного изображения определяется только размерами зерна негатива.
Светочувствительность современных фотоплёнок измеряется по стандарту ISO 5800:2001, полученному слиянием двух более старых систем ASA и DIN. При этом, система ISO имеет две шкалы: арифметическую и логарифмическую. Оригинальное обозначение светочувствительности ISO предполагает наличие двух цифр, записанных через дробь. Первая из них обозначает значение арифметической шкалы, практически соответствующей старой ASA, а вторая — логарифмической. В России в большинстве случаев принято оперировать первым значением, близким к советской шкале светочувствительности ГОСТ, выведенной из употребления в середине 1980-х годов. Светочувствительность известных на сегодняшний день фотоплёнок не превышает ISO 50 000, давно уступив аналогичному параметру цифровых фотоаппаратов. По состоянию на февраль 2016 года рекордное значение более 3 000 000 ISO принадлежит фотоаппарату Nikon D5.

## Форматы фотоплёнки
Вся фотоплёнка делится на две основные группы: листовую и рулонную. Наиболее распространённой считается рулонная фотоплёнка, выпускающаяся различной ширины и длины. Кроме того, она может снабжаться перфорацией, как киноплёнка или выпускаться на сплошной основе. В отличие от кинокамеры, фотоаппарат не требует высокой точности перемещения на шаг кадра, и наличие перфорации не обязательно. В настоящее время (2017 год) продолжается выпуск только двух типов рулонной фотоплёнки: тип-135 и тип-120. Первая продаётся как в стандартных кассетах, так и в рулонах различной длины. Рулонная фотоплёнка всех остальных форматов, в том числе и Усовершенствованной фотосистемы, доступна только на вторичном рынке.
Форматы листовой фотоплёнки в Европе и Америке отличаются. В европейских странах, использующих метрическую систему, распространены форматы 9×12 см, 13×18 см, 18×24 см и другие. В США, где преобладает дюймовая система измерений, выпускаются плёнки формата от 4×5 дюймов до 16×20 дюймов. В настоящее время листовая плёнка выпускается в небольших количествах ограниченным кругом производителей, использующих американскую дюймовую систему. Современная листовая фотоплёнка поставляется в коробках по 100 листов, а тип и округлённое значение светочувствительности маркируется выемками различной формы, пробитыми на одной из коротких сторон подложки. Эти же выемки используются для правильной ориентации плёнки при её зарядке в кассеты в темноте: лист обращён эмульсионной стороной, если выемки находятся в правом верхнем углу. Листовая фотоплёнка до сих пор находит применение в высокобюджетной рекламной фотографии, когда сканирующие цифровые задники неприменимы.

### Использование киноплёнки
В момент появления малоформатной фотоаппаратуры 35-мм киноплёнка была для неё единственным штатным фотоматериалом. Такое положение сохранялось вплоть до конца 1930-х годов, когда был налажен массовый выпуск фотоплёнки этого же формата, нарезанной на стандартные ролики. Однако, в профессиональной фотографии, и особенно, в фотожурналистике, наряду с фотоплёнкой часто использовался чёрно-белый кинонегатив, ввиду сходных фотографических и геометрических характеристик. У советских фоторепортёров пользовалась популярностью негативная киноплёнка А-2 или её более низкосортная версия А-2Ш («школьная»). Также, вследствие высокого фотографического качества особой популярностью для фотографирования пользовались 35-мм перфорированные аэрофотопленки, например, «Изопанхром тип-17».
В 16-мм миниатюрных фотоаппаратах («Нарцисс», «Киев-30») также могла применяться киноплёнка формата 16 мм, 2×8 мм и 2×8 Супер, применяемая в любительских кинокамерах.
Современные чёрно-белые киноплёнки, например Eastman Double-X 5222, также пригодны в качестве замены 35-мм фотоплёнки. Цветные негативные киноплёнки обрабатываются по процессу ECN-2, отличному от общепринятого в фотографии C-41, и доступному только в кинопроизводстве. Поэтому в фотографии цветные киноплёнки не используются.

## Специальные фотоплёнки
Кроме фотоплёнок, предназначенных для обычной фотографии, выпускаются узкоспециализированные разновидности этого фотоматериала для медицинского, научного и технического применения.
С 1896 года, сразу после открытия Рентгеном проникающих излучений, для их регистрации выпускаются специальные плёнки. Используемые для таких фотоплёнок эмульсии не сенсибилизируются, поскольку рентгеновское и гамма-излучения лежат в области естественной чувствительности любых фотоматериалов. Отличие состоит в большой толщине эмульсии, которая наносится с обеих сторон подложки для снижения дозы облучения, необходимой для получения полноценной рентгенограммы. Современные плёнки такого типа называются радиографическими. Их чувствительность к видимому излучению сопоставима с обычными позитивными фотоматериалами, и известны фотохудожники, использующие рентгеновскую плёнку в качестве дешёвой замены крупноформатной листовой. Для съёмки в «ближних» ультрафиолетовых лучах пригодны любые фотоплёнки, не имеющие специального фильтрующего слоя, поскольку этот вид излучения также лежат в области естественной чувствительности фотоматериалов. Для регистрации «дальнего» ультрафиолета необходимы специальные фотоэмульсии с малым количеством желатина, интенсивно поглощающим свет этих длин волн.
Для регистрации инфракрасного излучения выпускают специальную фотоплёнку с инфрахроматической сенсибилизацией фотоэмульсии. Такие фотоплёнки способны регистрировать излучение с длиной волны вплоть до 1200 нанометров. Из-за естественной чувствительности к сине-фиолетовой части видимого спектра съёмка на такие фотоматериалы должна проводиться через красный или инфракрасный светофильтры. Кроме того, при перезарядке инфрахроматическую плёнку необходимо предохранять от теплового излучения (например, от электронагревателей), способного засветить эмульсию. Пейзаж, отснятый на фотоплёнку такого типа, выглядит необычно: растительность, отражающая большую часть инфракрасного излучения, на снимке отображается почти белой, а небо оказывается практически чёрным.
Для судебной и медицинской фотографии выпускались обращаемые фотоплёнки для спектрозональной съёмки, один из трёх слоёв которых был чувствителен к инфракрасному излучению, окрашиваясь при проявлении в красный цвет. Два других слоя — красно- и зелёночувствительный — окрашивались в зелёный и синий цвета соответственно. Такой фотоматериал предназначался для исследовательских целей, регистрируя явления, зависящие от рассеяния и поглощения инфракрасного излучения. В частности, с его помощью легко регистрируются объекты, закамуфлированные в зелёный цвет растительности, но не отражающие инфракрасное излучение с той же интенсивностью. Тем не менее, такая плёнка применима в художественной фотографии, давая необычный эффект, когда листва выглядит красной.
Фотосъёмка с флюоресцентных экранов, в том числе осциллографов, предполагает повышенную светочувствительность к жёлто-зелёным лучам видимого спектра. Поэтому, специальные фотоплёнки для фоторегистраторов обладают в этом диапазоне более высокой чувствительностью, чем панхроматические. К этой же группе фотоматериалов относятся флюорографические плёнки, рассчитанные не на прямую регистрацию рентгеновского излучения, а на фотографирование вторичного видимого изображения с промежуточного экрана. Для изготовления фотошаблонов и печатных форм в полиграфии существуют фототехнические плёнки. Фотоплёнки для микрофильмирования в настоящее время используются в гибридной технологии архивирования текстовой информации.

## Аэрофотоплёнка
Для аэрофотосъёмки используется специальный тип фотоматериала — аэрофотоплёнка. Особенность этой разновидности фотоматериалов заключается в том, что они чаще всего не предполагают дальнейшей печати позитивного изображения, а дешифровка аэроснимков выполняется непосредственно на негативе. От обычных негативных фотоплёнок аэрофотоплёнки отличаются более толстым эмульсионным слоем, обеспечивающим высокие значения максимальной оптической плотности и коэффициента контрастности.
Для аэрофотографии выпускаются однослойные чёрно-белые аэрофотоплёнки с различной спектральной сенсибилизацией, в том числе инфрахроматические. Последние особенно эффективны при съёмке с больших высот, снижая влияние светорассеяния в атмосфере. Кроме них выпускаются двухслойные и трёхслойные цветные спектрозональные аэрофотоплёнки, предназначенные для регистрации различных участков спектра, в том числе невидимых, на одном снимке. Наиболее распространёнными стандартами ширины советских аэрофотоплёнок были 8, 19 и 32 сантиметра. При этом плёнка одной и той же ширины выпускалась как перфорированной, так и без перфорации. Для специальных задач производились аэрофотоплёнки на 35-мм перфорированной подложке, пригодной для использования в малоформатных фотоаппаратах общего назначения.
В СССР такая аэрофотоплёнка была популярна среди фотожурналистов благодаря более высокой светочувствительности, чем фотоплёнки, доступные в продаже. По шкале ГОСТ она составляла: «Изопанхром тип-17» — 500; «Изопанхром тип-42» 1500; «Панхром тип-13» — 3000; и «Изопанхром тип-24» — 4500 единиц. При этом из-за требований к обычному негативу она проявлялась до более низкого коэффициента контрастности, чем рекомендованный, давая меньшую светочувствительность. Тем не менее, мелкое зерно и большая фотографическая широта позволяли получать более качественное изображение, чем на традиционных фотоплёнках.

## Производство фотоплёнок
Фотоплёнка выпускалась во многих странах, обладающих развитой химической промышленностью: США, Германия, Франция, Великобритания, СССР, Чехословакия, Венгрия, Япония. С распространением цифровой фотографии многие производители сократили или полностью приостановили производство из-за резкого падения спроса. Тем не менее, некоторые компании продолжают её выпуск.

### Продолжают выпускать фотоплёнку
- ADOX (Германия);
- Agfa-Gevaert (Германия);
- Lucky (Китай);
- Dai Nippon Printing (Япония);
- Eastman Kodak (США);
- Foma (Чехия);
- Fujifilm (Япония);
- Indu (Индия);
- Ilford Photo (Великобритания);
- Kentmere (Великобритания);
- Impossible Project (Нидерланды);
- Rollei (США);
- Mitsubishi Imaging (Япония);
- Shanghai (Китай);
- Тасма (Россия);
- Тип-Д (Россия);
- Ferrania (Италия); (с 2016 г.)
- Bergger (Франция)
- Washi (Франция)
- Аструм (Украина) (с 2016)

### Выпуск приостановлен
- 3M (США);
- Ansco (США);
- AzoPan, AzoColor (Румыния);
- DuPont (США);
- Efke (Хорватия);
- Forte (Венгрия);
- Konica Minolta (Япония);
- Maco (Германия);
- ORWO (Германия);
- Perutz (Германия);
- Polaroid (США, выпуск возобновлён компанией «Impossible Project»);
- Seagull (Китай);
- Свема (Украина, выпуск возобновлён компанией Аструм);
- VALCA (Испания);